# Bibliothèque publique d'information
Pour les articles homonymes, voir Bpi.
La Bibliothèque publique d’information, également connue sous le sigle BPI, est la combinaison d'une vaste bibliothèque publique parisienne d'environ 400 000 documents, dont 360 000 volumes, et d'une médiathèque. Dès ses débuts, sa vocation est encyclopédique.
Imaginée en 1966, à l'époque du Plan Calcul, pour démocratiser la lecture et élargir le choix du grand public par le recours à l'informatique et à d'autres médias, elle a ouvert en 1977, associée au Centre Pompidou ou Centre Beaubourg, et son vaste musée d'art moderne, dans le même bâtiment futuriste de huit étages, sur le lieu des anciennes Halles de Paris.

## Histoire

### Genèse et préparation

#### Déménagement des Halles de Paris
Le projet d'une grande bibliothèque de lecture publique prend de la consistance en 1963, quand il est envisagé puis décidé de déménager les Halles centrales à Rungis. C'est l'occasion de désengorger la Bibliothèque nationale (BN) grâce à l'emplacement ainsi libéré en plein centre de Paris, estime le patron de la BN Étienne Dennery.  

#### Mission confiée à Jean-Pierre Seguin
Dès 1963 une mission est ainsi confiée à Jean-Pierre Seguin, jusque-là conservateur en chef et responsable des imprimés à la Bibliothèque nationale, qui avait amorcé une réflexion sur la maintenance et les activités spécifiques de magasinage, et qui va effectuer de nombreux voyages à l'étranger pour accomplir cette nouvelle mission. Le projet est appelé à l'origine "Bibliothèque des Halles".

#### Feu vert des autorités
En 1966, le Premier ministre Georges Pompidou, attaché à cet enjeu, créé un comité interministériel pour la lecture publique et le Ve Plan prévoit une nouvelle bibliothèque de 1 300 places, 1 000 000 volumes et 2 000 périodiques sur 11 000 m2, ouverte à tous. Le ministre de l'Éducation nationale Alain Peyrefitte approuve le projet le 11 décembre 1967. Le plateau Beaubourg étant propriété de la Ville de Paris son conseil approuve le 24 octobre 1968, sous l'impulsion de René Capitant.

#### Projet architectural
L'architecte Bernard Faugeron dessine la construction de plusieurs bâtiments au milieu d'espaces verts.

#### Liberté de choix du lecteur et multimédia
Dès ses débuts, sa vocation est encyclopédique, sur un modèle qui n'existait alors que dans "les pays anglo-saxons" et qui a recours au système de classification décimal Dewey, avec des documents classés par sujet plutôt que par support, comme dans la Bibliothèque du Congrès américain, qui a joué un rôle historique moteur en la matière.
La BPI doit être, selon son premier directeur Jean-Pierre Seguin, "une bibliothèque d'information" dont les fonds seront orientés "vers l'étude générale non spécialisée", avec des collections dans "toutes les disciplines" et concernant "la production étrangère aussi bien que la production française ». Afin d'assurer l liberté de choix du lecteur, il veut combiner, dans une approche multimédia encore peu fréquente, lecture d'un grand choix de titres de la presse écrite et de livres. Pour ce faire, un projet d'outil de recherche informatisé joue un rôle important dans les démarches initiales du "père de la BPI", Jean-Pierre Seguin. 
Inquiet du déclin de la pratique de la lecture, à l'époque largement reconnu et dénoncé, Jean-Pierre Seguin veut y répondre par un équipement dont la vocation associe lecture et information. La BPI sera ainsi selon lui un "centre vivant de culture et d'information" , qui n'a pas à guider le lecteur vers tel ou tel type d'ouvrage, mais offrir les moyens nécessaires pour s'orienter et faire son choix en toute liberté. Il faut lui permettre "de disposer d'un inventaire tenu à jour des fonds des autres bibliothèques, d'analyser le contenu des documents acquis, de bibliographies sélectives, et d'un service de réponses par téléphone", insiste-t-il.

### Mise en œuvre

#### Réunion de la BPI et du musée d'art moderne
En décembre 1969, le président de la République Georges Pompidou décide de créer aussi sur le plateau Beaubourg un nouveau musée d'art moderne, afin que les lecteurs puissent aussi découvrir d'autres activités culturelles. En février 1970, les deux projets sont réunis sein d'un même équipement culturel. Dans la conception du président Pompidou, la
Les bibliothécaires contestent, eux, l'absence de prêt des livres ainsi que, plus profondément, le concept même de bibliothèque d'information, tournant le dos à la politique traditionnelle de développement de la lecture publique.

#### Projet d'outil de recherche informatique au service des lecteurs
Jean-Pierre Seguin, fondateur de la BPI, veut qu'elle soit la première bibliothèque de France à disposer d'un système informatique, pas simplement pour la gestion par les bibliothécaires, mais un outil de recherche informatisé au service des lecteurs, projet contemporain du Plan Calcul, qui insiste sur le partage public des bases de données.
La nouvelle bibliothèque se veut ainsi vitrine de toutes les innovations en matière d'information et de lecture publique: libre-accès aux collections d'imprimés et de périodiques, mais aussi, dans les mêmes conditions, aux nouvelles technologies et en particulier à des documents audiovisuels, même s'ils ne sont pas encore numérisés. 
Formellement créée par le décret no 76-82 du 27 janvier 1976, la BPI ouvre au public un an plus tard, le 31 janvier 1977.

### Réaménagement de l'espace en 1997-2000
À l'automne 1997, le Centre Pompidou et ses différents départements ferment pour un réaménagement général, puis rouvrent en janvier 2000 : l'accès à la bibliothèque se fait désormais par l'arrière du Centre, rue Beaubourg. L'entrée est désormais indépendante du Forum. La Bpi a sa propre cafétéri et occupe le tiers du niveau 1 de mezzanine et les niveaux 2 et 3, soit environ 17 000 m2, dont 10 400 m2 de salles de lecture, soit une partie des 45 000 m2 accessibles au public, répartis sur 8 niveaux, du Centre Pompidou. Le reste, soit environ 28 000 m2, est dévolu au Musée national d'art moderne, comportant 18 500 m2 d'espaces d'exposition permanentes et temporaires, ainsi qu'à ses annexes et aux espaces qui lui sont liés (ateliers pédagogiques, librairies, boutique, restaurants…).

### Modernisation de 2000 à 2008
Le système documentaire a été développé en 2000: un même poste permet de consulter catalogue et bases de données de la bibliothèque, cédéroms et sites Internet sélectionnés. Des robots permettent consulter les documents sonores. En 2004, les films documentaires sont désormais eux aussi consultables sur les postes multimédia, puis en 2006 un portail documentaire permet la consultation thématique des différents types de ressources électroniques (films, sites Internet, etc.), tandis que le site web est rénové en 2008, pour intégrer les préoccupations d'accessibilité.

### Rénovation du site web en octobre 2014
En 2013-2014 est lancée la rénovation du site web avec trois versions en octobre 2014 :
- le site institutionnel www.bpi.fr[10], qui présente les informations générales sur la bibliothèque, ses missions, ainsi que les collections et les informations pratiques ;
- le site professionnel[11] qui vise à présenter les informations et services destinés aux professionnels des bibliothèques et de la documentation, ainsi que les actions de coopération menées ou auxquelles participe la Bpi ;
- le magazine Balises[12], qui propose des décryptages, des entretiens, des infographies, des podcasts et des sélections de ressources autour de la programmation culturelle de la Bibliothèque publique d’information (Bpi) au Centre Pompidou. Accessible en ligne sur le site balises.bpi.fr, Balises est également diffusé deux fois par an dans une version imprimée, distribuée gratuitement à la Bpi et dans de nombreuses institutions partenaires.

En parallèle est rendu accessible en ligne le nouveau catalogue basé sur un système de recherche fédérée.
Il existe enfin le site du Catalogue national de films documentaires, sélection de 1500 films documentaires dont les droits sont négociés pour les médiathèques publiques.

### En 2015, trois importantes applications mobiles
À partir de 2015, la BPI propose trois importantes applications mobiles, dont le champ d'activité dépasse celui de la Bpi :
- Eurêkoi qui permet aux internautes de poser leurs questions, mais aussi d'accéder à un moteur de recherche indexant plus de 5 000 questions-réponses sélectionnées par les bibliothécaires.
- Affluences qui permet aux visiteurs de connaitre les horaires, services mais surtout le temps d’attente actuel et prévisionnel pour chaque heure de la journée, le tout réactualisé chaque minute. Cela permet de réduire le temps d'attente, via des mesures objectives[16], car il avait parfois dépassé 4 heures[17],
- Centre Pompidou qui permet de découvrir les collections d'arts moderne du musée dans laquelle la bibliothèque est située.

### Déménagement de 2025 dans le quartier de Bercy
En novembre 2023, dans le contexte du déménagement de la BPI pour le quartier de Bercy et pour des raisons de places et de logistique, la bibliothèque annonce qu'elle va se débarrasser de 20 % de son contenu (soit 80 000 ouvrages).
À partir de 2025 en effet, en raison des travaux du Centre Pompidou, la bibliothèque est délocalisée dans l'immeuble Lumière, dans le 12e arrondissement.

## Rôle et missions
Parmi les caractéristiques distinguant la BPI de la majorité des autres bibliothèques publiques :
- pas de prêt à domicile: ses collections sont réservées à la consultation sur place ;
- pas de magasin de stockage, en vertu du désherbage bibliothécaire qu'elle aintroduit en France: toutes ses collections sont en libre accès, et elle retire chaque année des collections autant de documents qu'il en rentre.
- mission de coopération nationale : la BPI devait dresser depuis sa création un catalogue des fonds des autres bibliothèques françaises, mis à jour en temps réel et utilisable par elles, une vocation de « tête de réseau » souhaitée par Jean-Pierre Seguin. Mais le projet ne fut jamais finalisé.
- établissement public national, selon le décret qui l'a créée[20]), la BPI n'est pas une bibliothèque municipale, mais un établissement public sous tutelle du ministère chargé de la Culture[21]. Le président du Centre Georges-Pompidou préside aussi le conseil d'administration de la BPI[22]. Le directeur est nommé par le Président de la République sur proposition du ministre de la Culture, après avis du président du Centre[23].

## Services au public

### Autoformation
La Bpi offre des services d'autoformation, au départ médiathèque de langues, qui proposent au visiteur d'apprendre seul la langue de son choix ou de multiples disciplines telles que l'informatique, le code de la route, la musique, la comptabilité, par exemple. En complémentarité de cette offre en autonomie, la bibliothèque propose également depuis les années 2010, des ateliers de conversation ainsi que des ateliers numériques.

### Système Eurêkoi et réseau Carel
Le rôle de réseau de la Bpi s'exerce notamment par le pilotage du système Eurêkoi et l'animation du « réseau Carel » pour la négociation collective de l'accès à certaines ressources numériques au profit de bibliothèques territoriales.
La BPI a été chargée en 2003 du service de questions-réponses à distance appelé "BiblioSésame" puis Eurêkoi, assuré par un réseau de 600 bibliothécaires de cinquante de bibliothèques, en France et en Belgique, répondant gratuitement aux questions des internautes en moins de 72h et offrant aussi depuis 2017 un service de recommandations d’œuvres de fiction (Romans, bande-dessinées, films, séries, livres pour enfant).
Un service de réponse à distance propre à la BPI existait depuis son ouverture en 1977 et l'Internet a facilité son évolution.

### Consultation des archives de presse
La consultation des archives de presse était, avec le projet d'outil de recherche informatisé l'un des premiers objectifs initiaux de la BPI. Ce dernier s'est développé via un service de microfilms, technologie développée à grande échelle depuis plusieurs décennies aux Etats-Unis où la Bibliothèque du Congrès, bibliothèque nationale américaine de facto, disposait dès 1934 de 2,5 millions de documents microfilmés provenant d'Europe, du Canada et d'Amérique centrale.
Au milieu des années 1980, la BPI reçoit 2 200 titres dont environ 30 % sont étrangersaccessible au bureau Presse au niveau 1 de la BPI, qui conservait dans les années 2020 un public important, avec la possibilité de consulter sur place grâce à des microfilms des titres presse française et anglophone conservés depuis la fin du XVIIe siècle: Newsweek, Time, Times., Le Monde, Le Parisien, Le Figaro, L’Équipe, Jeune Afrique, Courrier international, Le Canard enchaîné, La Croix, Télérama, Elle, Le Monde diplomatique et bien d'autres, ainsi que fdes titres de presse parisienne : L’Écho de Paris, Le Matin de Paris, Paris-soir, Le Petit parisien, ou encore des quotidiens nationaux de la fin du XVIIe siècle (Le Mercure galant),du XVIIIe(Le Moniteur universel), du XIXe (Le Globe, Le Gaulois, Le National, Le Siècle…) ou du XXe siècle (L’Aurore, Les Échos, France soir, l’Œuvre…). Des lecteurs servent à zoomer en réglant contrastes et luminosité puis à numériser et envoyer par mail . Parallèllement, des indices sur la présence d'informations dans les livres, apparaissent à partir de 2006, via la bibliothèque virtuelle Google, en partie seulement consultable, pour protéger les droits d'auteur, qui comptait sept millions de livres en novembre 2008, puis 15 millions en 2010, et plus de 25 millions en 2019. En 2008, ce fut le tour des journaux via Google News Archive Search, espérant archiver plus de 200 ans d’histoire de la presse, sous forme de fac-similés numériques, tandis que Gallica, au cours de la période 2005-2010, numérise quelques quotidiens nationaux français, mais seulement sur des parties de leur existence d'avant-guerre, via la reconnaissance optique au lieu des 31 titres et 3,5 millions de pages envisagés, pour 3,5 millions d’euros, dans le projet initial. 
La BPI s'est par ailleurs adaptée aux nouveaux modes de lecture de la presse numérique, notamment la lecture superficielle qui a "vraisemblablement, avant tout une fonction d’évasion" et permet "une navigation de liens en liens, d’onglets en onglets", mais en encourageant la lecture des articles en entier, via un modèle spécifique. Ce service s'est développé à la fin des années 1990 dans les médiathèques comme celle de Cavaillon et Miramas. La Bibliothèque publique d’information (BPI) du centre Georges-Pompidou a ainsi négocié "avec les plus grands titres de presse pour favoriser l’accès au numérique dans toutes les médiathèques", en passant des partenariats, selon Christine Thonier, directrice de l'une d'entre elles, en Gironde, avec l'approbation de Marie-Hélène des Esgaulx, sénateur-maire de Gujan-Mestras. Le partenariat local a débouché sur "LeKiosk", service de presse numérique en ligne offrant aux abonné de la médiathèque 600 titres de la presse française et internationale en consultation gratuite sur place, dans la limite de 52 clics, soit 52 revues.
En 2015, la Bibliothèque royale de Belgique met plus de 1,2 million de pages libres de droits (1831-1918) de journaux anciens en ligne via son moteur de recherche BelgicaPress puis l'AFP révèle en août 2017 qu'Hélène Murat, 84 ans, cherche à sauver une collection de 18000 journaux anciens, vieux pour certains de plus de deux siècle, entamée il y a trois générations et dont elle est la dernière dépositaire. Au milieu des années 2020, la croissance du marché de l'intelligence artificielle met aussi en valeur l'intérêt de la consultation des archives de presse, avec en particuliers les accord de partenariats, entre le quotidien Le Monde et les sociétés Open AI et Perplexity, ou entre l'Agence France-Presse et la société Mistral AI, ainsi que ceux mis sur pied par d’autres éditeurs internationaux tels que Der Spiegel, Prisa (El Pais), ou Time Magazine. Paralèllement, le logiciel Gallicagram permet en 2021 de représenter graphiquement l’évolution de l’usage des mots au cours du temps en fouillant les corpus de presse et livres numérisés par Gallica, en cinq langues,,. Devenues aussi "l’un des champs les plus féconds de l’historiographie contemporaine", selon l’historienne Françoise Denoyelle, ces archives de presse bénéficient d'importantes donations d’institutions françaises dans le domaine de l'iconographie.

## L'avis de la Cour des Comptes en 2020
L'examen des comptes et de la gestion de la Bibliothèque publique d'information (Bpi) auquel s'est livré la Cour des comptes en fin d'année 2020 a montré qu'un" tiers des visiteurs ne savent pas que la bibliothèque propose des ressources numériques" et environ "la moitié qu’on peut y consulter la presse digitale". La Cour des comptes a jugé à cette occasion la BPI "très en retrait sur les usages numériques comme dans son rôle de tête de réseau"  qu'avait souhaité son fondateur et premier directeur, Jean-Pierre Seguin. La BPI n’assure "pas convenablement", son rôle en matière "d’éducation artistique et culturelle, d’éducation aux médias et à l’information, d’ateliers d’écriture ou de conversation" a déploré le rapport de la Cour des comptes, qui regrette aussi "l'absence de mesures précises, tant en matière de consultation des collections que de fréquentation des activités et animations culturelles".
Pour le ministère de la Culture, Roselyne Bachelot-Narquin a répondu en procédant à l'annonce d'une "offre entièrement repensée et restructurée ", après des réaménagements.

## Directeurs de la Bpi
- 1976-1977 : Jean-Pierre Seguin[50]
- 1977-1983 : René Fillet[51]
- 1983-1990 : Michel Melot[52]
- 1990-1993 : Jacques Bourgain[53]
- 1993-2001 : Martine Blanc-Montmayeur[54]
- 2001-2006 : Gérald Grunberg[55]
- 2006-2010 : Thierry Grognet[56]
- 2010-2013 : Patrick Bazin[57]
- 2014- : Christine Carrier[58]